# 豐業銀行水上運動中心
豐業銀行水上運動中心是為了承辦2011年泛美運動會於墨西哥薩波潘興建的水上運動中心。於2011年6月22日落成啟用。它為拉丁美洲最現代化的水上運動園區，被國際游泳總會認為是世界上第二好的。它可容納3,593人，在泛美運動會時可容納5000人。